# Saarijärvi (Karesuando socken, Lappland, 758410-176528)
Saarijärvi är en sjö i Kiruna kommun i Lappland och ingår i Torneälvens huvudavrinningsområde. Sjön har en area på 0,0466 kvadratkilometer och ligger 452,3 meter över havet.

## Delavrinningsområde
Saarijärvi ingår i det delavrinningsområde (758767-176567) som SMHI kallar för Mynnar i Myllyjoki. Medelhöjden är 464 meter över havet och ytan är 21,9 kvadratkilometer. Det finns inga avrinningsområden uppströms utan avrinningsområdet är högsta punkten. Iso Torisjoki som avvattnar avrinningsområdet har biflödesordning 5, vilket innebär att vattnet flödar genom totalt 5 vattendrag innan det når havet efter 464 kilometer. Avrinningsområdet består mestadels av skog (54 procent) och sankmarker (41 procent). Avrinningsområdet har 1,05 kvadratkilometer vattenytor vilket ger det en sjöprocent på 4,8 procent.